# Двама бойци
„Двама бойци“ (на руски: „Два бойца“) е съветски игрален филм, режисиран от Леонид Луков и заснет в Ташкент в условията на евакуация по време на Германо-съветската война през 1943 г.

## Сюжет

### Сюжет накратко
Легендарният военен филм по романа на Лев Славин „Моите сънародници“, който разказва за приятелството на фронтовата линия на войника Аркадий Дзюбин, заварчик от Одеса, и Саша Свинцов – „Саша от Уралмаш“: стоманолеяр, филм, пълен с хумор, доброта и такова разбиране на живота на войника, че филмът се радва на успех в продължение на много години. „Двама бойци“ стана първият филм, който утвърждава общата проста истина: на война хората не само се бият, но трябва и да живеят във война. Действието се развива на Ленинградският фронт, през 1941 г., където войната придобива позиционен и окопен характер и където затишията между боевете започват да се увеличават и предоставят възможност да се вгледаме отблизо в своите герои в ежедневната обстановка в землянките, да слушаме техните обикновени разговори и шеги по време на затишие и просто ги погледнем в очите.

### Сюжет напълно
Беше 1941 г. Беше година на тежки и напрегнати битки на Ленинградския фронт. Силната другарска връзка помогна на бойците в трудни моменти на ожесточени битки. Дълбоко военно приятелство свързва картечаря Аркадий Дзюбин, заварчик от Одеса, с уралския производител на стомана Саша Свинцов. Но един ден приятелите се скараха сериозно: след като получиха още една еднодневна ваканция, те се разхождаха из Ленинград. Малко смутен, Саша призна на приятеля си, че има позната в града, Тася, която го покани да я посети. Цяла вечер, докато приятелите гостуваха на Тасия, Аркадий не спря да говори нито за минута. Той разказваше забавни истории, шегуваше се и пееше, а Саша мълчеше през цялото време. Когато Аркадий и Саша се върнаха късно вечерта във военната си част, се оказа, че по време на тяхното отсъствие е имало тежка битка и много от техните колеги войници са загинали. За да развесели бойците, Аркадий с обичайното си остроумие разказва на другарите си историята за „нещастната“ любов на Саша. Свинцов е дълбоко обиден от шегата на приятеля си и те се карат, но тази кавга не разделя приятелите за дълго. Гореща битка кипи и Дзюбин защитава ДОТ в бункера от атакуващия враг. Боецът изпълнява задачата, но в същото време е сериозно ранен. Рискувайки живота си, Саша носи ранен приятел от бойното поле.

### Песни
Във филма се изпълняват две песни Тъмна нощ (на руски: „Тёмная ночь“) и „Шаланды, полные кефали“ (музика Никита Богословски, стихове на Владимир Агатов). Във филма са изпълнявани от Марк Бернес и стават много известни и се изпълняват от много други изпълнители.

## Създатели
- Автор на сценария: Евгений Габрилович
- Режисьор: Леонид Луков
- Оператор: Александър Гинзбург
- Художник: Володимир Каплуновски
- Композитор: Никита Богословски
- Автор на стихове: Володимир Агатов
- Звук: Арнолд Шаргородски

## В ролите
- Марк Бернес – Аркадий Дзюбин
- Борис Андреев – Саша Свинцов
- Вера Шершнева – Тася
- Янина Жеймо – медицинска сестра
- Максим Щраух – професор
- Иван Кузнецов – Галанин
- Степан Крилов като майор Рудой
- Лаврентий Масоха – Окулита
- Андрей Сова – артилерист